# Dominik Premuš
Dominik Premuš (Prelog, 6. kolovoza 1861. – Zagreb, 27. ožujka 1934.) – hrvatski biskup, pomoćni biskup zagrebački.
Rođen je u Prelogu u Međimurju, za katoličkog svećenika zaređen je 1885. u Zagrebu, a 26. veljače 1915. imenovan je pomoćnim biskupom zagrebačkim i naslovnim biskupom beogradskim i smederevskim. Za biskupa je zaređen 18. travnja 1915.
Biskup Premuš vodio je sprovod bl. Ivanu Merzu 13. svibnja 1928. u Zagrebu.